# Kameni Chora
Kameni Chora (griechisch Καμένη Χώρα, auch Kammeni oder Kaimeni (Καημένη) Chora (f. sg.) = verbranntes Land) ist ein kleines Dorf an der Nordwesthälfte der Halbinsel Methana in Griechenland. Es befindet sich in einem Tal zwischen dem Vulkangipfel Malia Vgethi und dem in historischer Zeit ausgebrochenen Vulkan Kameno Vouno. Dieser beherrscht heute die Landschaft und zählt zu den wichtigsten Sehenswürdigkeiten im troizenischen Land. Er war irgendwann zwischen 277 v. Chr. und 221 v. Chr. aktiv. Heute führt eine Straße zu dem Punkt, von dem aus man in ca. 45 Minuten in das Eruptivzentrum des Vulkans gelangt. Es ist eine vulkanische Staukuppe und somit ohne Explosivkrater, wie er beispielsweise auf Stromboli vorkommt. Die zähe Lavamasse baute sich zu einem 412 Meter hohen Vulkandom auf, der aus Andesit und Dazit besteht. Der Vulkan wurde unter anderen von den Geologen Washington, Foque, R. V. Leyden, V. Dietrich und Michalis Fytikas erforscht und kartografiert.
Das kleine Dorf Kameni Chora zu Füßen des Vulkans ist bäuerlich geprägt. Die Bauern leben dort vom Olivenanbau, Mandeln und Wein. Inzwischen wird auch der Fremdenverkehr immer wichtiger. An der Dorftaverne „Ifestio“ (griechisch Ηφαίστειο = Vulkan) beginnt ein Fahrweg, der zum Kap Kalo Koumbaro führt. Auch dort gibt es zahlreiche Punkte, an denen Lava aus Rissen im Karstgebirge floss und bei der Kapelle Agios Andreas gibt es ein weiteres, kleines Eruptionszentrum. 
Etwa 1,5 km nördlich der Küste befindet sich in einer Tiefe von ca. 100 m eine Reihe weiterer unterseeischer Vulkane. Der bekannteste ist der Pafsanias, der bis ins 17. Jahrhundert aktiv war. Zurzeit wird die Region intensiv erforscht und mit einem unterseeischen Roboter kartografiert.